# Angelo Mariani (ammiraglio)
Angelo Mariani (Brindisi, 20 gennaio 1935) è un ammiraglio italiano, capo di stato maggiore della Marina Militare dal 1º gennaio 1994 al 1º marzo 1998.

## Biografia
Dopo aver frequentato l'Accademia Navale di Livorno, è stato nominato guardiamarina nel 1957 specializzandosi in comunicazioni, per diventare un ufficiale IOC (Informatore Operatore Combattimento) e dopo aver prestato servizio a bordo di numerose unità di superficie svolgendo incarichi di ufficiale di rotta e telecomunicazione, ed aver comandato con il grado di Tenente di Vascello la motocannoniera Freccia, nel 1965 ha frequentato con successo a Petersfield, in Gran Bretagna, un corso della Nato sulla guerra elettronica. Nel 1967 ha assunto il comando della corvetta Sibilla, lasciato per entrare a far parte, nell'agosto del 1968, nell'ufficio Telecomunicazioni con l'incarico di capo del servizio Guerra Elettronica per il comando del Mediterraneo centrale. Seguono poi incarichi di comando della corvetta Grosso della 1ª Squadriglia Motocannoniere, della fregata Alpino e dall'ottobre 1981 all'ottobre 1982, con il grado di Capitano di Vascello dell'incrociatore Caio Duilio. All'inizio del 1984 ha preso parte sull'ammiraglia Vittorio Veneto, assieme all'ammiraglio Piccioni, alle operazioni di rientro dal Libano del battaglione San Marco, impiegato nell'operazione UNIFIL. Dal marzo al giugno 1984 ha ricoperto gli incarichi di capo di Stato maggiore e di ufficiale della sicurezza del Comando in capo della squadra navale e il 29 settembre dello stesso anno viene chiamato a ricoprire l'incarico di capo del reparto Piani e Operazioni dello Stato maggiore Marina, l'ufficio dove vengono elaborate le linee di intervento in caso di conflitti, oltre che i metodi di addestramento di tutte le navi della forza armata, diventando così una sorta di consigliere strategico del capo di Stato maggiore, conservando questo incarico fino al 1987, quando con il grado di ammiraglio di divisione viene nominato comandante della IIa Divisione navale. Dal 15 settembre 1987 al 16 agosto 1988 ha comandato il 18º Gruppo Navale, durante l'Operazione Golfo 1 e per questa operazione gli è stata conferita la decorazione di Cavaliere dell'Ordine Militare d'Italia. La sua nomina a comandante delle operazioni nel Golfo Persico ha destato molta sorpresa sia per la fresca nomina a comandante della II Divisione sia per il fatto che buona parte delle navi impegnate nella missione appartenevano alla Ia Divisione navale di stanza a La Spezia che faceva considerare inopportuna la nomina di un ufficiale legato a un'altra divisione.
Al rientro dalla missione, dall'ottobre 1988 al marzo 1990 è stato Capo dell'Ufficio Generale del Capo di Stato Maggiore della Difesa e nel maggio successivo è stato nominato Sottocapo di Stato Maggiore della Difesa, incarico ricoperto fino al febbraio 1992 quando è stato nominato Comandante in Capo della Squadra Navale e Comandante NATO del Mediterraneo Centrale, dirigendo in quest'ultima veste le operazioni delle forze navali dell'Unione europea per il controllo dell'embargo decretato dalle Nazioni Unite in Adriatico in seguito agli avvenimenti nell'ex Jugoslavia.
Dal 1º gennaio 1994 ha ricoperto l'incarico di Capo di Stato Maggiore della Marina sostituendo l'ammiraglio Guido Venturoni, svolgendo tale incarico fino al 1º marzo 1998, quando è stato rilevato nell'incarico dall'ammiraglio Umberto Guarnieri.
Dopo avere lasciato il servizio attivo, il 4 maggio 1998 è stato nominato Segretario del Consiglio Supremo di Difesa, incarico che ricoperto fino al 18 dicembre 2006, e dal 2 dicembre 1998 fino all'inizio del 2005 è stato Presidente Nazionale della Lega Navale Italiana.